# Klassifizierender Raum
In der Mathematik werden mit Hilfe des klassifizierenden Raumes und des universellen Bündels einer  topologischen Gruppe  G die Prinzipalbündel mit G als Strukturgruppe klassifiziert. Der klassifizierende Raum und das universelle Bündel sind durch eine universelle Eigenschaft charakterisiert, eine explizite Konstruktion geht auf John Milnor zurück. Bündel und ihre Klassifikation spielen eine wichtige Rolle in Mathematik und Theoretischer Physik.

## Universelles Bündel
Ein {\displaystyle G}-Hauptfaserbündel {\displaystyle \xi \colon EG\to BG} heißt universelles Bündel, wenn man alle (numerierbaren) {\displaystyle G}-Prinzipalbündel durch Zurückziehen des universellen Bündels gewinnen kann; formal: wenn es die folgende universelle Eigenschaft für numerierbare G-Prinzipalbündel hat:
- Für jedes numerierbare {\displaystyle G}-Prinzipalbündel {\displaystyle \pi \colon E\to X} gibt es eine stetige Abbildung {\displaystyle f\colon X\to BG} so dass die Bündel {\displaystyle f^{*}\xi } und {\displaystyle \pi } isomorph sind.
- Für zwei Abbildungen {\displaystyle f,g\colon X\to BG} sind die Bündel {\displaystyle f^{*}\xi ,g^{*}\xi } genau dann isomorph, wenn {\displaystyle f,g} homotop sind.

Man hat also eine Bijektion
{\displaystyle \left\{G{\text{-Prinzipalbündel über }}X\right\}=\left[X,BG\right]},
wobei {\displaystyle \left[X,BG\right]} die Homotopieklassen von Abbildungen {\displaystyle X\to BG} bezeichnet.
Die Basis eines universellen {\displaystyle G}-Bündels heißt klassifizierender Raum {\displaystyle BG} der topologischen Gruppe {\displaystyle G}.
Mittels allgemeinen Unsinns kann man leicht zeigen, dass {\displaystyle BG} (wenn ein universelles Bündel existiert) bis auf Homotopieäquivalenz eindeutig bestimmt ist. Die folgende, auf Milnor zurückgehende Konstruktion beweist auch die Existenz des klassifizierenden Raumes.

## Milnor-Konstruktion
Der unendliche Verbund
{\displaystyle EG=G*G*\ldots *G*\ldots } abzählbar vieler Kopien der topologischen Gruppe {\displaystyle G} wird als Milnor-Raum bezeichnet.
Die Elemente sind von der Form {\displaystyle \textstyle \sum _{i}t_{i}g_{i}} mit {\displaystyle \textstyle g_{i}\in G,t_{i}\in \left[0,1\right],\sum _{i}t_{i}=1} und nur endlich viele {\displaystyle t_{i}\not =0}. (Man beachte {\displaystyle 0g_{i}=0g_{i}^{\prime }} auch für {\displaystyle g_{i}\not =g_{i}^{\prime }}.)
Die Gruppe {\displaystyle G} wirkt auf dem Milnor-Raum {\displaystyle EG} durch {\displaystyle \textstyle (\sum _{i}t_{i}g_{i})g=\sum _{i}t_{i}(g_{i}g)}. Der Quotient {\displaystyle BG:=EG/G} ist der klassifizierende Raum der Gruppe {\displaystyle G}, das Prinzipalbündel
{\displaystyle \xi \colon EG\to BG}
ist das universelle Bündel.
Für verschiedene Lie-Gruppen, zum Beispiel {\displaystyle \operatorname {O} (n)} und {\displaystyle \operatorname {U} (n)} gibt es einfachere Realisierungen des klassifizierenden Raumes durch Graßmann-Mannigfaltigkeiten, siehe unten.
Allgemein gibt jede freie Wirkung von {\displaystyle G} auf einem zusammenziehbaren Raum {\displaystyle E} einen Quotienten {\displaystyle B=E/G}, der ein klassifizierender Raum {\displaystyle BG}  (und damit insbesondere zu obiger Konstruktion homotopieäquivalent) ist. Die Quotientenabbildung {\displaystyle E\to B} ist dann ein universelles {\displaystyle G}-Prinzipalbündel.

## Topologie des klassifizierenden Raumes
{\displaystyle EG} ist zusammenziehbar. Für die Homotopiegruppen von {\displaystyle BG} gilt
{\displaystyle \pi _{i}(BG)=\pi _{i-1}(G)}.
Insbesondere gilt für mit der diskreten Topologie versehene Gruppen {\displaystyle \Gamma }:
{\displaystyle \pi _{1}(B\Gamma )=\Gamma }
{\displaystyle \pi _{i}(B\Gamma )=0} für {\displaystyle i\not =1}.
Der klassifizierende Raum einer diskreten Gruppe ist also ein Eilenberg-MacLane-Raum.
Wenn {\displaystyle K\to G} eine Homotopieäquivalenz ist, dann ist auch {\displaystyle BK\to BG} eine Homotopieäquivalenz. Insbesondere ist {\displaystyle \operatorname {BO} (n)} homotopieäquivalent zu {\displaystyle \operatorname {BGL} (n,\mathbb {R} )}.

## Beispiele klassifizierender Räume
Die folgende Liste gibt Beispiele klassifizierender Räume {\displaystyle BG} mit zugehörigem Totalraum (des universellen Bündels) {\displaystyle EG}. Man beachte, dass für topologische Gruppen i.a. {\displaystyle BG} nicht mit {\displaystyle BG_{\delta }} (dem klassifizierenden Raum für dieselbe Gruppe mit der diskreten Topologie) übereinstimmt.
- {\displaystyle B\mathbb {Z} _{n}=L_{n}^{\infty }} mit Totalraum  {\displaystyle S^{\infty }} (Insbesondere {\displaystyle B\mathbb {Z} _{2}=\mathbb {R} P^{\infty }})

- {\displaystyle B\mathbb {Z} =S^{1}} mit Totalraum {\displaystyle \mathbb {R} }

- {\displaystyle BS^{1}=\mathbb {C} P^{\infty }} mit Totalraum {\displaystyle S^{\infty }}

- {\displaystyle B(F_{2})=S^{1}\vee S^{1}} mit Totalraum {\displaystyle {\mathcal {T}}} (unendlicher Baum vom Grad 4)

- {\displaystyle \operatorname {BO} (n)=\operatorname {BGL} _{n}(\mathbb {R} )=\operatorname {Gr} _{n}(\mathbb {R} ^{\infty })} mit Totalraum {\displaystyle V_{n}(\mathbb {R} ^{\infty })}

- {\displaystyle B\mathbb {R} =\lbrace pt.\rbrace } mit Totalraum {\displaystyle \mathbb {R} }

- {\displaystyle B\langle a_{1},b_{1},\ldots ,a_{g},b_{g}\;|\;\prod _{i=1}^{g}[a_{i},b_{i}]\rangle =S_{g}} mit Totalraum {\displaystyle {\mathcal {H}}} (hyperbolische Ebene)

- {\displaystyle B(G_{1}\times G_{2})=BG_{1}\times BG_{2}}

## Vektorbündel
Zu einem reellen Vektorbündel vom Rang {\displaystyle r} hat man das Rahmenbündel als {\displaystyle \operatorname {GL} (r,\mathbb {R} )}-Bündel über derselben Basis. Insbesondere ist {\displaystyle \operatorname {BGL} (r,\mathbb {R} )}, und wegen der Homotopieäquivalenz {\displaystyle \operatorname {BO} (r)\simeq \operatorname {BGL} (r,\mathbb {R} )} auch {\displaystyle \operatorname {BO} (r)}, ein klassifizierender Raum für reelle Vektorbündel vom Rang {\displaystyle r}. Entsprechend ist {\displaystyle \operatorname {BU} (r)\simeq \operatorname {BGL} (r,\mathbb {C} )}  ein klassifizierender Raum für komplexe Vektorbündel vom Rang {\displaystyle r}.
Die Graßmann-Mannigfaltigkeiten {\displaystyle \operatorname {Gr} _{\mathbb {K} }(r,\infty )} für {\displaystyle {\mathbb {K} }=\mathbb {R} } bzw. {\displaystyle {\mathbb {K} }=\mathbb {C} } sind explizite Realisierungen der klassifizierenden Räume {\displaystyle \operatorname {BO} (r)} bzw. {\displaystyle \operatorname {BU} (r)}.
Analog können orientierte Vektorbündel vom Rang {\displaystyle r} durch das universelle Bündel über {\displaystyle \operatorname {BSO} (r)=\operatorname {Gr} ^{+}(r,\infty )}, der Graßmann-Mannigfaltigkeit der orientierten Untervektorräume klassifiziert werden.

## Charakteristische Klassen
Kohomologieklassen eines klassifizierenden Raumes dienen zur Definition charakteristischer Klassen.
Zum Beispiel erhält man charakteristische Klassen orientierter Vektorbündel vom Rang {\displaystyle n} aus der Kohomologie von {\displaystyle \operatorname {BSO} (n)}. Für einen Körper F mit {\displaystyle \operatorname {char} (F)\not =2} gilt
{\displaystyle H^{*}(\operatorname {BSO} (2n),F)=F\left[e,p_{1},\ldots ,p_{n}\right]/(e^{2}-p_{n})}
{\displaystyle H^{*}(\operatorname {BSO} (2n+1),F)=F\left[p_{1},\ldots ,p_{n}\right]},
wobei {\displaystyle e} die Euler-Klasse und {\displaystyle p_{i}} die Pontrjagin-Klassen bezeichnet.
Für {\displaystyle \operatorname {char} (F)=2} ist
{\displaystyle H^{*}(\operatorname {BSO} (n),F)=F\left[w_{2},\ldots ,w_{n}\right]},
wobei {\displaystyle w_{i}} die Stiefel-Whitney-Klassen bezeichnet.